# Акопян, Феликс Валерьевич
Фе́ликс Вале́рьевич Акопя́н (арм. Ֆելիքս Վալերիի Հակոբյան; 11 марта 1981, Баку, Азербайджанская ССР, СССР) — армянский футболист, вратарь. С 2023 года — тренер вратарей клуба «Сюник».

## Клубная карьера
Большую часть своей карьеры Феликс провёл за аштаракский клуб, перейдя туда из ереванского «Динамо». В «Мике» являлся основным вратарём начиная с 2002 года. В январе 2008 год побывал на просмотре у алматинского «Кайрата», но не подошёл клубу. Трижды становился самым надёжным вратарём сезона (2001, 2006, 2007). В том же сезоне начал реже появляться на поле в составе аштаракцев, проводя матчи главным образом за дубль. Выйдя два раза в очередном чемпионате, Феликс решил перейти в другой клуб. Путь последовал в тегеранский «Дамаш», заключив с иранцами контракт до 1 мая 2010 года. Но и до конца года не засидевшись в Тегеране, был куплен дебютантом армянской Премьер-лиги дилижанским «Импульсом». Однако Акопян ни разу не сыграл за клуб, в итоге покинул его. Долгое время не мог себе найти место работы. После просмотров в польском «Гурнике», в котором он не закрепился, появилась информация о возвращении Акопян в «Мику». Перехода как такового не состоялось, и Акопян продолжил карьеру в Иране. В период летнего трансфера в услугах игрока зануждалась «Мика», терпящая в сезоне игровой кризис. Но возвращение Акопян в главную команду так и не было осуществлено, ввиду присутствия более стабильно играющего Геворга Каспарова. Акопян доиграл сезон в дублирующей команде в первой лиге, а после решил завершить с выступлением в роли игрока.

## Карьера в сборной
За сборную Армении Феликс провёл всего один матч. Произошло это в 12 сентября 2007 года в городе Валлетта, в товарищеской игре против сборной Мальты. Армянская команда выиграла встречу со счётом 1:0.
| Матчи и голы Акопяна за сборную Армении | Матчи и голы Акопяна за сборную Армении | Матчи и голы Акопяна за сборную Армении | Матчи и голы Акопяна за сборную Армении | Матчи и голы Акопяна за сборную Армении | Матчи и голы Акопяна за сборную Армении |
| №                                       | Дата                                    | Оппонент                                | Счёт                                    | Пропущено голов                         | Соревнование                            |
| --------------------------------------- | --------------------------------------- | --------------------------------------- | --------------------------------------- | --------------------------------------- | --------------------------------------- |
| 1                                       | 12 сентября 2007                        | Мальта                                  | 1:0                                     | —                                       | Товарищеский матч                       |

Итого: 1 матч / 0 голов; 1 побед, 0 ничьих, 0 поражение.

## Тренерская деятельность
По окончании сезона 2011 года Акопян завершил карьеру игрока и перешёл на тренерский мостик в ереванском «Арарате». Акопян, значась в заявке команды на сезон 2012/13 ассистентом главного тренера, по сути является тренером вратарей, к амплуа которых имеет самое непосредственное отношение.

## Достижения
«Мика»
- Серебряный призёр чемпионата Армении: 2004, 2005
- Бронзовый призёр чемпионата Армении: 2006, 2007
- Обладатель Кубка Армении: 2001, 2003, 2005, 2006
- Обладатель Суперкубка Армении: 2006
- Финалист Суперкубка Армении: 2002, 2004, 2007
- Самый надёжный вратарь чемпионата Армении: 2001, 2006, 2007[источник не указан 2455 дней]